# Garde des consuls
Die Garde des consuls (dt.: Garde der Konsuln, Konsulargarde) wurde 1799 zunächst zum Schutz des Konsulats und dann des 1. Konsuls Napoléon Bonaparte aufgestellt. Aus ihr entwickelte sich schließlich die Vieille Garde der kaiserlichen Garde.

## Aufstellung
Die „Garde des consuls“ hatte ihren Ursprung in den verschiedenen Garden, die für die Sicherheit der im Jahre 1789 errichteten legislativen und exekutiven Körperschaften verantwortlich waren.
Die vormals königliche Compagnie des gardes du prévôté de l’hôtel wurde unter dem Kommando von Jean-Sylvain Bailly zum Schutz der Deputierten eingeteilt. Die Kompanie wurde von diesen zunächst in „Garde de l’Assemblée nationale“ umbenannt. Per Dekret vom 10. Mai 1791 erfolgte eine erneute Umbenennung in „Gendarmes nationaux“ (Nationalgendarmen). Mit einem Dekret vom 15. Mai 1791 wurden die „Grenadiers gendarmes près la convention“ (etwa: Grenadiergendarmen beim Konvent) geschaffen. Diese Garde war zum Schutz der Convention nationale bestimmt. Aus diesem Grunde wurde sie umgangssprachlich als „Gardes de la Convention“ bezeichnet.
Nachdem am 26. Oktober 1795 die „Convention nationale“ aufgelöst worden war, bekam die Garde als neue Aufgabe den Schutz des neugeschaffenen „Corps législatif“ übertragen. Die Truppe hieß fortan „Garde du corps législatif“.
Gleichzeitig verfügte das Direktorium über eine Wachtruppe, die „Garde constitutionnelle du Directoire“ genannt wurde und deren Aufstellung mit dem Artikel 166 der Verfassung begründet worden war.
Nach dem Staatsstreich des 18. Brumaire VIII wurden die beiden Garden von Napoléon Bonaparte mit einer Anordnung vom 28. November 1799 zu einer zusammengelegt. Diese führte den Namen Garde des consuls.

## Einstellungsvoraussetzungen und Personalstärke
Um in die Garde aufgenommen zu werden, musste jeder Aspirant die folgenden Voraussetzungen erfüllen:
- aktive Teilnahme an mindestens vier Feldzügen
- eine Körpergröße von 1,78 m für die Grenadiere, oder 1,70 m für die Jäger
- Mit der Auszeichnung durch eine Ehrenmedaille oder eine ehrenvolle Erwähnung in einer Meldung konnte von den Größenvoraussetzungen abgewichen werden.

Per Erlass vom 3. Januar 1800 bestand die Garde aus 2089 Mann Personalstärke. Davon waren 585 Kavalleristen, 1188 Grenadiere in zwei Bataillonen zu sechs Kompanien, 99 Jäger zu Fuß in einer Kompanie, 110 Artilleristen und ein Stab mit 88 Mann für die Infanterie und 19 Mann für die Kavallerie.
Am 8. September 1800 wurde ein erneuter Änderungserlass ausgeführt. Die Personalstärke wurde auf 3650 Mann angehoben. Davon waren 1632 Grenadiere, 816 Jäger zu Fuß, 234 Jäger zu Pferde und 702 Grenadiere zu Pferde. Dazu kamen 100 Artilleristen. Der Oberstab bestand aus 29 Offizieren, der Infanteriestab aus 75 Offizieren und der Kavalleriestab aus 58 Offizieren.
Am 8. März 1802 wurde die Garde nochmals reorganisiert. Der Stab wurde nunmehr statt von einem Général de division und seinem Vertreter, einem Général de brigade, von vier Stabsoffizieren geführt.
Gleichzeitig wurde das Hôpital du Gros-Caillou der „Garde des consuls“ als Militärlazarett zugewiesen. Hier standen für die medizinische Versorgung der Gardisten ein Oberarzt, sechs Chirurgen, vier Apotheker und eine Anzahl an Pflegekräften zur Verfügung.
Die Artillerie bestand aus einem Stab mit 14 Offizieren, dazu kamen 90 Artilleristen und etwa 20 Arbeiter. Die Stärke des Artillerietrains wurde in diesem Jahr auf 290 Mann angehoben. Dazu kam der 
Trainpark mit etwa 100 Mann.
Weiterhin zählte eine Veteranenkompanie zur Garde, sie bestand aus etwa 150 Mann.
Am 3. Juni 1803 wurde die „Légion de la gendarmerie d’élite“ in die Garde eingegliedert.
Bonaparte befahl gleichzeitig die Aufstellung einer neuen Formation, die der „Marins de la Garde“ (Marineinfanterie der Garde), bestehend aus einem Bataillon mit 737 Mann.
Die Infanterie wurde 1804 umorganisiert. Der Stab bestand jetzt aus 138 Soldaten, die Infanterie wurde in vier Bataillone gegliedert – zwei Grenadierbataillone und zwei Jägerbataillone mit zusammen 3550 Mann. Bei der Kavallerie wurden zwei Regimenter aufgestellt – das „Régiment des grenadiers à cheval“ und das „Régiment des chasseurs à cheval“, dazu kam die Escadron der Mamelouks de la Garde impériale. Die Kavallerie bestand insgesamt aus 2450 Reitern.

## Gefechtseinsätze
Die „Garde des consuls“ war, im Gegensatz zur späteren Garde impériale, nur an wenigen Kampfhandlungen beteiligt – im Allgemeinen nur, wenn es die Situation dringend erforderte. Ihr spektakulärster Einsatz war der in der Schlacht bei Marengo. Die „Garde des consuls“ bildete hier ein Carrée im französischen Zentrum und stellte sich der Kavallerie des österreichischen Generals Ott entgegen. Mit 800 Mann gegen mehrere Tausend hielt die Garde fünf Stunden stand und ermöglichte so das Eingreifen der Truppen von Général Desaix. Die Garde erlitt durch ihre Hartnäckigkeit große Verluste und bestand am Ende des Tages nur noch aus 200 Mann.
Bonaparte nannte sie eine „Colonne de granit“.

## Verbleib
Mit der Kaiserkrönung von Napoléon Bonaparte am 2. Dezember 1804 wurde die „Garde des consuls“ zur Kaiserlichen Garde und neu organisiert bzw. beträchtlich vergrößert.